# Imrat Khan
Pour les articles homonymes, voir Khan (homonymie).
Imrat Khan, né le 17 novembre 1935 à Calcutta (Raj britannique) et mort le 22 novembre 2018 à Saint-Louis (Missouri) aux Etats Unis, est un joueur émérite indien de surbahar et de sitar, des luths indiens.

## Biographie
Membre de l'Etawa gharânâ remontant au XVIe siècle, petit frère d'ustad Vilayat Khan (qui lui enseignera son art), Imrat Khan fut très tôt orphelin et reçut son éducation musicale de sa mère et de son grand-père Bande Hassa Khan. Bien que formé à la musique vocale aussi (khyal), il se spécialisa dans le surbahar, inventé par son arrière-grand-père. Son style conserve toutefois des traces de style vocal, notamment le gayaki ang, qui consiste en l'amplification des techniques de meend ou modulation de l'approche des notes.
Il a commencé une carrière internationale en 1961, effectuant de nombreuses tournées.
Imrat Khan meurt d'une pneumonie à l'hôpital de Saint-Louis dans le Missouri.

### Famille
Ses quatre fils sont aussi musiciens.

## Discographie
- Discographie en ligne